# Debats feministes sobre el sexe
Els debats feministes sobre el sexe, coneguts també com les guerres feministes, són els debats que es van produir entre feministes sobre diverses qüestions relacionades amb la sexualitat i l'activitat sexual. Les diferències d'opinió sobre aquests temes van dividir profundament el moviment feminista, o més concretament les persones que lideraven el pensament feminista, a finals dels anys 1970 i inicis dels 1980, i es mantenen vives fins a l'actualitat.
Els dos bàndols s'han caracteritzat com les feministes contra el porno i les pro-sex, i les seves discrepàncies abasten qüestions com la pornografia, l'erotisme, la prostitució, el lesbianisme, el paper de les dones transsexuals dins del col·lectiu lèsbic, el sadomasoquisme, etc. Molts historiadors consideren que les "guerres feministes" van representar la fi de la segona onada de teoria feminista (que hauria començat cap al 1963) i l'anunci de la tercera (que s'iniciaria a l'inici dels anys 1990).

## Dues visions oposades

### Feministes contra la pornografia
El 1976 Andrea Dworkin organitzà manifestacions a Nova York contra la pel·lícula Snuff , però fracassà en la creació d'una plataforma que continués la campanya feminista contra la pornografia. En canvi, sí que va funcionar a Los Angeles, on es creà el grup "Dones contra la violència contra les dones", que després continuà la campanya contra l'àlbum Black and Blue dels Rolling Stones, del mateix any. I el 1977, a San Francisco, es creà la plataforma "Dones contra la violència en el porno i els mitjans" (WAVPM), amb Susan Griffin, Kathleen Barry i Laura Lederer.
El 1978 se celebrà a San Francisco la primera conferència nacional sobre pornografia, incloent la primera marxa contra la violència contra les dones. El 1979, a Nova York, es creà "Dones contra la pornografia" (WAP), i tot seguit van anar apareixent altres organitzacions locals arreu dels Estats Units. El 1983, Page Mellish, antiga militant del WAVPM i del WAP, fundà "Feministes en lluita contra la pornografia", que s'especialitzà en l'activisme polític per promoure canvis legals que limitessin la indústria pornogràfica. Andrea Dworkin i Catharine MacKinnon van redactar un projecte de legislació que van anomenar "Ordenança de drets civils antipornografia", també coneguda com l'"Ordenança Dworkin-MacKinnon".

### Feministes pro-sex

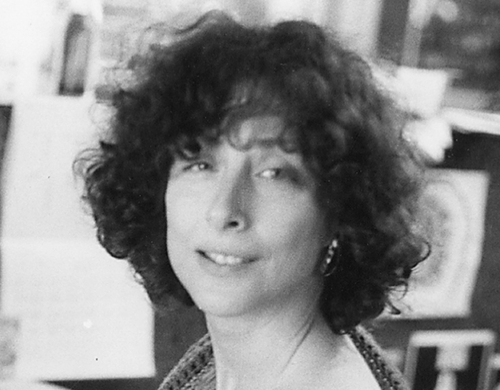
El terme pro-sex feminism, després sex-positive feminism, es deu a Ellen Willis.

Des del 1979, la periodista feminista Ellen Willis fou una de les primeres veus que es van alçar contra el feminisme antipornografia, que ella veia com puritanisme sexual, autoritarisme moral i un atac a la llibertat d'expressió. El seu assaig de 1981 Lust Horizons: Is the Women's Movement Pro-Sex? ("Horitzons de luxúria: el moviment feminista és a favor del sexe?") és l'origen del terme, "feminisme pro-sex". La resposta a les posicions del feminisme anti-pornografia per part del feminisme pro-sex fou promoure el sexe com un mitjà d'obtenció de plaer per a les dones, mentre que es veia la posició contrària arrenglerada amb una ideologia política de dretes contrària als usos recreatius del sexe i la pornografia. Els primers grups pro-sex foren el "Samois", fundat a San Francisco el 1978 per Gayle Rubin i Pat Califia, entre d'altres, i la "Màfia sexual lesbiana", fundada per Dorothy Allison i Jo Arnone a Nova York el 1981. La "Resistència feminista anti-censura" (FACT) fou creada el 1984 per Ellen Willis com a resposta a l'Ordenança Dworkin-MacKinnon, el grup "Feministes contra la censura" es formà el 1989 al Regne Unit per Avedon Carol i altres, i "Feministes per la lliure expressió" el 1992 als Estats Units amb Veronica Vera i Candida Royalle entre les fundadores.

## Fets clau
L'octubre de 1980, l'Organització Nacional de Dones dels Estats Units (NOW) establí que "la pederàstia, la pornografia, el sadomasoquisme i el sexe en llocs públics" estan relacionats amb "explotació, violència o violació de la intimitat" i no amb "preferència o orientació sexual". Un dels enfrontaments més memorables entre feministes pro-sex i anti-porno s'esdevingué a Nova York el 24 d'abril de 1982 a la "Conferència Barnard sobre sexualitat", quan les feministes anti-porno foren excloses del comitè organitzador i van haver de fer actes fora de la Conferència per mostrar el seu desacord. Aquesta Conferència es considera l'esclat de les anomenades "guerres feministes".

## Debats
Els dos bàndols feministes s'han enfrontat sobre diverses qüestions, en debats molt intensos, tant personalment com als mitjans.

### Debat sobre la pornografia
Cap al final dels anys 1970, la major part del discurs feminista va canviar de la discussió sobre el feminisme lèsbic a focalitzar-se en el nou tòpic de la sexualitat. Un dels primers temes debatuts entorn a la sexualitat fou la pornografia, i causà una forta divisió en el moviment feminista. Aquest debat fou el que va generar els dos bàndols de les feministes anti-pornografia i les feministes pro-sex. El primer dels dos grups era hereu del feminisme lèsbic, del qual en va desenvolupar els principals arguments, com la noció de les relacions sexuals patriarcals. Ellen Willis descrivia aquesta mena de relacions "basades en el poder masculí recolzat en la força". Des d'aquesta perspectiva, la pornografia és una creació exclusiva d'homes per a homes, i un reflex directe de la dominació masculina en les relacions sexuals. Una altra idea presa del feminisme lèsbic pels grups anti-porno fou que la sexualitat es basa en crear lligams apassionats i una relació duradora amb una altra persona, just el contrari de veure tan sols la natura purament física del sexe.
En el seu llibre Pornography: Men Possessing Women ("Pornografia: homes que posseeixen dones"), Andrea Dworkin argumenta que la pornografia és una qüestió de domini masculí, i que per aquest motiu és intrínsecament perjudicial per a les dones i el seu benestar. Dworkin creu que la pornografia és perjudicial no només en la seva producció, sinó també en el seu consum, donat que s'interioritza mentalment una visió misògina de la dona. Robin Morgan resumeix el punt de vista del feminisme anti-porno sobre la pornografia i la violència contra les dones amb la seva afirmació de que "la pornografia és la teoria, la violació és la pràctica".
D'altra banda, el moviment anti-pornografia ha estat criticat per les feministes pro-sex per la seva repressió de la sexualitat i perquè s'aproxima molt a la censura. En el seu article Thinking Sex: Notes for a Radical Theory of the Politics of Sexuality ("Pensar el sexe: notes per a una teoria política radical de la sexualitat"), Gayle Rubin caracteritza l'alliberament sexual com una conquesta del feminisme, i rebutja que les feministes anti-porno parlin per tot el col·lectiu feminista, com una sola veu. De fet, Rubin considera que cal una teoria de la sexualitat diferenciada de la teoria feminista. A XXX: A Woman's Right to Pornography ("XXX: el dret de les dones a la pornografia"), Wendy McElroy resumeix la perspectiva "sex-positiva" dient que "els beneficis que la pornografia proporciona a les dones superen en molt qualsevol desavantatge".
El debat sobre la pornografia entre feministes radicals i individualistes s'ha centrat en la imatge que els mitjans donen de la sexualitat femenina amb relació a la masculina. Les feministes radicals destaquen que la pornografia il·lustra l'objectivació i la normalització de la violència sexual per mitjà de l'espectacle de l'acte sexual. En canvi, les feministes llibertàries o individualistes estan preocupades per l'estigmatització de les minories sexuals i per la limitació del dret a triar les pràctiques sexuals que es vulgui, que s'esdevindrien si no existís la pornografia.

### Debat sobre el sadomasoquisme
El debat sobre el sadomasoquisme i altres pràctiques BDSM es va desenvolupar principalment a San Francisco. El grup de "Dones contra la violència en el porno i els mitjans" (WAVPM) fou creat en aquella ciutat el 1977. Per a llur primera acció pública, van triar un club de striptease on es feia un espectacle amb diverses dones realitzant actes sadomasoquistes entre elles, per escenificar que pretenien acabar amb tots els espectacles on es veiés dones "lligades, violades, torturades, assassinades o degradades per a estimulació o plaer sexual". Alhora que feia campanya contra la pornografia, el WAVPM també s'oposava intensament a les pràctiques BDSM, que veia com a rituals de violència contra les dones, i s'oposava a l'existència d'aquestes pràctiques dins de la comunitat lesbiana. El 1978 es fundà el "Samois", una organització de dones que consideraven que les seves pràctiques BDSM eren compatibles amb els principis del feminisme. Diverses lesbianes feministes negres, com Audre Lorde, Alice Walker, Darlene Pagano, Karen Sims i Rose Mason, han escrit sobre aquest tema per condemnar el sadomasoquisme com una pràctica sovint racista i insensible a la realitat de les dones d'aquesta raça.

### Debat sobre la prostitució
Un altre dels debats compresos a les guerres feministes és el que se centra en la prostitució. Les dones contràries a la pornografia també s'oposen a la prostitució, perquè es tractaria de dones forçades a exercir perquè no tinguin cap altra alternativa. Contràriament, les feministes pro-sex argumenten que aquesta postura ignora les dones que s'organitzen per elles mateixes per exercir el treball sexual i, per tant, la prostitució no estaria obligatòriament vinculada amb l'explotació de les dones. Carol Leigh destaca que "El moviment pels drets de les prostitutes dels primers anys 1970 sorgeix directament del moviment feminista", però adegeix: "El moviment feminista als Estats Units sempre ha estat ambivalent respecte a les prostitutes". Les dues posicions enfrontades de les feministes sobre la prostitució han afectat les opinions respectives sobre la qüestió del tràfic de persones, que molt sovint es fa per a explotació sexual, amb les feministes contràries a la prostitució a favor de l'abolició i les pro-sex que demanen que es reguli legalment.

## Efectes
La polarització de la ideologia feminista durant les guerres feministes ha tingut efectes molt amplis. Per exemple, segons Liu, "La confusió en la interpretació de la definició del tràfic de persones és una conseqüència de les visions oposades de les feministes sobre la prostitució".

## Posicions que adopta la tercera onada de teoria feminista
Els escrits de la tercera onada feminista promouen la formació d'opinions personals i individualitzades sobre les qüestions relacionades amb el gènere que centraven els debats de les guerres feministes, és a dir, la prostitució, la pornografia i el sadomasoquisme. En particular, la visió que es té de la pornografia durant la tercera onada és que se li ha de donar la importància que li dona, en tot cas, qui la produeix o consumeix, ni més ni menys. Coses com els objectes sexuals i el porno, identificats per algunes feministes de la segona onada com a instruments d'opressió, ara són consumides no només pels homes, sinó també per les dones. La feminista crítica Teresa de Lauretis interpreta les guerres pel sexe no en termes de dos bàndols oposats, sinó com el reflex de diferències intrínsecament incorporades a la tercera onada, que pot incloure vies conflictives i competitives. Mentrestant, la crítica Jana Sawicki rebutja alhora totes dues posicions oposades i defensa una tercera via que no és ni moralment dogmàtica ni complaentment llibertària.